# Carmen San José Pérez
Carmen San José Pérez (Madrid, 3 de juny de 1951) és una metgessa, activista i política espanyola. Va ser diputada de la x legislatura de l'Assemblea de Madrid dins del Grup Parlamentari de Podem.
Nascuda el 3 de juny de 1951 a Madrid. Sindicalista de la sanitat pública i membre del Moviment Assembleari de Treballadors de Sanitat (MAT), va ser inclosa com a número 2 de la llista d'Izquierda Anticapitalista-Revolta Global (IZAN-RG) de cara a les eleccions al Parlament Europeu de 2009 a Espanya. Participant com a activista en la Marea Blanca en defensa de la sanitat pública, va ser una de les signants del manifest Moure fitxa: convertir la indignació en canvi polític, fet públic el 14 de gener de 2014, que va constituir el text fundacional de Podem. Candidata al número de la llista de Podem per a les eleccions a l'Assemblea de Madrid de maig de 2015, va resultar elegida diputada del parlament regional. Va ser adscrita al corrent anticapitalista del grup parlamentari.